# Sublime Frequencies
Sublime Frequencies — лейбл звукозаписи, расположенный в Сиэтле. Специализируется на музыке из мусульманских регионов мира, звуковых коллажах и музыке, малоизвестной западной аудитории. Sublime Frequencies также занимается экспериментальной музыкой в широком смысле: на альбоме Broken Hearted Dragonflies с помощью особых технологий записи, аранжировки и миширования звук поющих в лесу насекомых подаётся как электронная музыка. Помимо музыки Sublime Frequencies выпустили несколько DVD с музыкальными фильмами, выполненными в той же эстетике, что и их аудиорелизы.
Деятельность лейбла интересует многих этномузыкологов, которые критикуют Sublime Frequencies за эксплуатацию музыкантов и ориентализм, но также положительно отзываются об их популяризаторской деятельности.

## История
Sublime Frequencies был основан Аланом Бишопом и Хишамом Мейетом в 2003 году; они часто сотрудничают с Марком Джерджисом, Робертом Миллзом и другими музыкантами. Основатели лейбла называют среди вдохновлявших их артистов и организаций ОКОРА, Smithsonian Folkways, Nonesuch Records, ЮНЕСКО, Lyrichord Discs, специализирующиеся на музыке народов мира.
Прямой предшественницей лейбла была андеграундная рок-группа Sun City Girls, в которую входили Чарльз Гочер и братья Алан и Ричард Бишоп. За время с 1981 до 2007 год группа оставила огромную дискографию (более 100 альбомов, кассет, синглов, саундтреков и других записей), которую распространяла через почтовую сеть обмена кассетами вместе с миксами экспериментальной музыки и музыки народов мира. После смерти Гочера в 2007 году группа прекратила существование.
Все основатели Sublime Frequencies имеют связи с Востоком: братья Бишопы — ливано-американцы, Алан женат на мьянманке, Хишам Мейет родился в Триполи. Дедушка Бишопов — араб, часто игравший арабскую музыку дома. Частый соавтор Sublime Frequencies Марк Джерджис — сын иракца, испытавший дискриминацию из-за своих корней, что сблизило его с братьями Бишопами.
Первые записи, вошедшей в релизы группы, сделаны Аланом Бишопом во время путешествия по Марокко в 1983 году: он сохранил фрагменты радиотрансляций и собственные джем-сессии с местными музыкантами. Все работающие на лейбле музыканты много путешествуют и делали аудиосборники местной музыки ещё до открытия Sublime Frequencies. Толчком к созданию лейбла стал тёплый приём документально-музыкальных фильмов Бишопов и Мейета в 2002—2003 годах, Ричард примерно спустя год оставил Sublime Frequencies в пользу сольной карьеры.
Лейбл выпускает и финансирует создание документальных фильмов.

## Отзывы
Деятельность Sublime Frequencies нередко подвергается критике в научной среде. Основная претензия заключается в том, что многие релизы не содержат никакой информации об исполнителях и используют их музыку без разрешения. Обложки и вкладыши к дискам Sublime Frequencies в принципе обычно не содержат никакой или почти никакой информации о музыке, однако если она там всё же появляется, там нередки ошибки. Основатели лейбла зачастую заявляют о том, что занимаются популяризацией малоизвестных исполнителей, в том числе в тех случаях, когда записывают альбомы-коллажи с произведениями раскрученных музыкантов. Алан Бишоп заявлял, что «когда их релизы начнут продаваться как долбаный Outkast», он лично поедет раздавать деньги на улицах Медана и в некоторых случаях действительно выплачивал компенсации музыкантам.
Алан Бишоп также неоднократно негативно высказывался об этномузыкологии, но делал это, приводя в пример давно отброшенные дисциплиной методологии и подходы, а также неоднократно совмещал подобные высказывания с ориенталистскими репликами в адрес культур-источников. Лейбл экзотизирует музыкантов и выставляет их Другими в философском смысле. Все основатели Sublime Frequencies неоднократно выражали неприятие критического и аналитического подхода к искусству.
Лейбл отвергает требования законодательства об авторских правах, перепродавая чужие произведения, однако это поддерживают его слушатели, особенно те из них, кого волнует сохранность редких материалов. На дисках Sublime Frequencies нет значков копирайта и зарегистрированных торговых марок. Один из соавторов Sublime Frequencies, Марк Джерджис, на протяжении шести лет копировал содержимое архива камбоджийской музыки, хранившегося в Оклендской городской библиотеке, объясняя это желанием сохранить архив. Он использовал записи в альбоме Cambodian Cassette Archives: Khmer Folk and Pop, Volume 1, а спустя некоторое время работники библиотеки по ошибке стёрли содержимое кассет. Изредка записи содержат информацию о том, что авторы музыки явно разрешили включить её в сборник.
Лейбл использует методы панк-движения 1980-х годов, отвергая централизованность и единообразие; это особенно заметно в релизах из серии «Радио», представляющих собой аудиоколлажи и представленных как полевые записи. Также влияние панк-традиции видно в способе выбора и презентации музыки и в дизайне обложек, напоминающем фэнзины. При этом релизы намеренно оторваны от контекста и деполитизированы, а сами основатели работают с исполнителями так же, как крупные лейблы. Режиссёр Рэйчел Лирз в своём эссе о Sublime Frequencies написала, что «спасение» произведений «от забытия» одновременно со стиранием контекста, в котором они созданы, само по себе аналогично предаче их забвению.
Альбомы из серии «Радио» («Радио Мьянма», «Радио Алжир», «Радио Таиланд» и другие) включают резкие переходы от музыки к фрагментам новостных передач и звукам улицы. Алан Бишоп указывает на прослеживающееся в них влияние Берроуза и Гайсина. Эти записи представляют собой постмодернистские коллажи по Лиотару; к примеру, Radio Palestine включает более 200 семплов, большинство из которых имеет длительность менее 10 секунд. При этом записи обычно не сбалансированы географически или по жанрам: Radio India включает только северноиндийскую музыку, а отдельные треки (Radio Jaipur) содержат музыку, которая не относится к их местности (бенгальскую постановку). Рецензии на такие альбомы резко полярны: люди, не знакомые с соответствующей музыкой, хвалят «непредвзятый взгляд» Sublime Frequencies, одновременно говоря об «экзотическом аудиоматериале» записей, а те, для кого эта музыка хорошо известна, высказывают недоумение принципами компоновки альбомов и презентацией популярнейших исполнителей как редких.
Профессор городских медиа Уилл Стро охарактеризовал аудиторию лейбла как «преимущественно белую богему». Презентация записей как «неизвестных» и «редких» позволяет Sublime Frequencies привлечь поклонников необработанного звука, чему также способствует обильное использование дисторшена и других лоу-фай-техник. В то же время этномузыкологи отмечают, что лейбл опубликовал огромное количество редкого и малодоступного музыкального материала, в частности, шанскую гаражную рок-музыку 1970-х (Guitars of the Golden Triangle) и современную музыку из КНДР (Radio Pyongyang: Commie Funk and Agit Pop). Sublime Frequencies также ответственны за широкую популярность сирийского исполнителя дабки Омара Сулеймана.

## Релизы
Релизы приведены по состоянию на 2015 год.

### Аудио
- 2003. Alan Bishop. Night Recordings from Bali
- 2003. Alan Bishop. Radio Java
- 2003. Scott Colburn. Folk and Pop Sounds of Sumatra, Volume 1
- 2004. Alan Bishop. Radio India: The Eternal Dream of Sound
- 2004. Alan Bishop. Radio Morocco
- 2004. Alan Bishop. Radio Palestine: Sounds of the Eastern Mediterranean
- 2004. Mark Gergis. Cambodian Cassette Archives: Khmer Folk and Pop Music
- 2004. Mark Gergis. I Remember Syria
- 2004. Robert Millis. Leaf Music, Drunks, Distant Drums
- 2004. Scott Colburn. Princess Nicotine: Folk and Pop Sounds of Myanmar
- 2004. Tucker Martine. Broken Hearted Dragonflies: Insect Electronica from Southeast Asia
- 2004. Tucker Martine. Bush Taxi Mali
- 2005. Alan Bishop. Folk and Pop Sounds of Sumatra, Volume 2
- 2005. Alan Bishop. Guitars of the Golden Triangle. Folk and Pop Music of Myanmar (Burma)
- 2005. Alan Bishop. Radio Phnom Penh
- 2005. Alan Bishop. Radio Sumatra: The Indonesian FM Experience
- 2005. Alan Bishop. Streets of Lhasa
- 2005. Christiaan Virant. Radio Pyongyang: Commie Funk and Agit Pop from the Hermit Kingdom
- 2005. Mark Gergis. Choubi Choubi! Folk and Pop Sounds from Iraq
- 2005. Mark Gergis. Molam: Thai Country Groove from Isan
- 2005. Robert Millis. Harmike Yab Yum: Folk Sounds from Nepal
- 2006. Alan Bishop. Radio Algeria
- 2006. Alan Bishop. Radio Thailand: Transmissions from the Tropical Kingdom
- 2006. Laurent Jeanneau. Ethnic Minority Music of Northeast Cambodia
- 2007. Alan Bishop. Molam: Thai Country Groove from Isan, Volume 2
- 2007. Alan Bishop. Music of Nat Pwe: Folk and Pop Music of Myanmar, Volume 3
- 2007. Alan Bishop. Thai Pop Spectacular
- 2007. Albano Costillares. Latinamericarpet: Exploring the Vinyl Warp of Latin American Psychedelia, Volume 1
- 2007. Carlos Casas. Proibidão C.V: Forbidden Gang Funk from Rio de Janeiro
- 2007. Group Doueh. Guitar Music from the Western Sahara
- 2007. Group Inerane. Guitars from Agadez
- 2007. Laurent Jeanneau. Ethnic Minority Music of North Vietnam
- 2007. Laurent Jeanneau. Ethnic Minority Music of Southern Laos
- 2007. Omar Souleyman. Highway to Hassake
- 2008. Alan Bishop. Radio Myanmar (Burma)
- 2008. Hicham Chadly. 1970’s Algerian Proto-Rai Underground
- 2008. Shadow Music of Thailand. SF042. CD. Compiled by Mark Gergis.
- 2008. Stuart Ellis. Bollywood Steel Guitar
- 2009. Dabke 2020 (Folk and Pop Sounds of Syria)
- 2009. Group Bombino. Guitars from Agadez, Volume 2
- 2009. Mark Gergis. Siamese Soul: Thai Pop Spectacular, Volume Two
- 2009. Treeg Salaam
- 2009. William Gibson. Singapore A-Go-Go
- 2010. Alan Bishop. Koes Plus Dheg Dheg Plas and Volume Two
- 2010. Beatte Harab
- 2010. Dara Puspita. 1966—1968
- 2010. Ecstatic Music of the Jemaa El Fna
- 2010. Erkin Koray. Mechul (Singles and Rarities)
- 2010. Guitars from Agadez, Volume 3
- 2010. Hayvanlar Alemi. Guarana Superpower
- 2010. Jazeera Nights
- 2010. Koes Bersaudara
- 2010. Laurent Jeanneau. Ethnic Music of Northwest Xinjiang (China)
- 2010. Mark Gergis. Saigon Rock and Soul: Vietnamese Classic Tracks, 1968–1974
- 2010. Omar Korshid. Guitar El Chark (Guitar of the Orient)
- 2011. Guitars from Agadez, Volume 4
- 2011. Haflat Gharbia: The Western Concerts
- 2011. Olivia Wyatt. Staring into the Sun: Ethiopian Tribal Music
- 2011. Stuart Ellis. Pakistan: Folk and Pop Instrumentals
- 2011. Tucker Martine. Eat the Dream: Gnawa Music from Essaouira
- 2011. Zayna Jumma
- 2012. Guitars from Agadez, Volume 6
- 2012. Koudede. Guitars from Agadez, Volume 5
- 2012. YekermoSew
- 2013. Guitars from Agadez, Volume 7
- 2013. Hisham Mayet. Hassaniya Music from the Western Sudan and Mauritania
- 2013. Laurent Jeanneau. Ethnic Minority Music of Southern China
- 2013. Pop Yeh Yeh: Psychedelic Rock from Singapore and Malaysia, 1964–1970
- 2013. Robert Millis. Scattered Melodies: Korean Kayagum Sanjo
- 2013. Robert Millis. The Crying Princess: 78 Records from Burma
- 2014. Alan Bishop. Radio Niger
- 2014. Hisham Mayet. Folk Music of the Sahel, Volume One
- 2014. Jesse Paul Miller. A Distant Invitation: Ceremonial Street Recordings from Burma, Cambodia, India, Indonesia, Malaysia and Thailand
- 2014. Live in Australia, 1981
- 2014. Seb Bassleer. Rajasthan Street Music
- 2014. Sukanta Majumdar. The Travelling Archive: Folk Music from Bengal
- 2015. Baba Commandant and the Mandingo Band
- 2015. Laurent Jeanneau. Music of Tanzania
- 2015. Mark Gergis. Radio Vietnam

### Видео
- 2004. Folk Music of the Sahara: Among the Tuareg of Libya. Режиссёр Hisham Mayet.
- 2004. Isan: Folk and Pop Music of Northeast Thailand. Режиссёр Hisham Mayet.
- 2004. Jemaa El Fna: Morocco’s Rendezvous of the Dead. Режиссёр Hisham Mayet.
- 2004. Nat Pwe: Burma’s Carnival of Spirit Soul. Режиссёр Alan Bishop и Richard Bishop.
- 2005. Niger: Magic and Ecstasy in the Sahel. Режиссёр Hisham Mayet.
- 2006. Phi Ta Khon: Ghosts of Isan. Режиссёр Robert Millis.
- 2008. Musical Brotherhoods from the Trans-Saharan Highway. Режиссёр Hisham Mayet.
- 2008. Sumatran Folk Cinema. Режиссёр Mark Gergis and Alan Bishop.
- 2009. Palace of the Winds. Режиссёр Hisham Mayet.
- 2012. Staring into the Sun. D/Book. Режиссёр Olivia Wyatt.
- 2012. The Divine River: Ceremonial Pageantry in the Sahel. Режиссёр Hisham Mayet.
- 2012. The World Is Unreal Like a Snake in a Rope. Режиссёр Robert Millis.
- 2013. Small Path Music. Режиссёр David Harris.
- 2013. The Pierced Heart and the Machete. Режиссёр Olivia Wyatt.
- 2014. The Stirring of a Thousand Bells. Режиссёр Matt Dunning.
- 2014. Vodoun Gods on the Slave Coast. Режиссёр Hisham Mayet.

### Комментарии
1. ↑  Alan Bishop
2. ↑  Hisham Mayet
3. ↑  Charles Gocher
4. ↑  Mark Gergis

### Сноски
1. ↑  Veal, 2016, p. 18.
2. ↑  Veal, 2016, p. 10, 144.
3. ↑  Veal, 2016, p. 14.
4. ↑  Veal, 2016, p. 28, 65, 72.
5. ↑  Veal, 2016, p. 28, 143.
6. ↑  Veal, 2016, p. 31.
7. ↑  Veal, 2016, p. 32, 56.
8. ↑  Veal, 2016, p. 62.
9. ↑  Veal, 2016, p. 33.
10. ↑  Veal, 2016, p. 58.
11. ↑  Veal, 2016, p. 268.
12. ↑  Veal, 2016, p. 65.
13. 1 2  Veal, 2016, p. 72.
14. ↑  Veal, 2016, p. 135.
15. ↑  Veal, 2016, p. 7, 30.
16. ↑  Veal, 2016, p. 380, 390.
17. ↑  Veal, 2016, p. 7.
18. ↑  Veal, 2016, p. 34—35, 68.
19. ↑  Veal, 2016, p. 8, 35.
20. ↑  Veal, 2016, p. 111, 390.
21. ↑  Veal, 2016, p. 108.
22. ↑  Veal, 2016, p. 35—36, 40, 80.
23. ↑  Veal, 2016, p. 80.
24. 1 2  Veal, 2016, p. 39.
25. ↑  Veal, 2016, p. 87.
26. ↑  Veal, 2016, p. 9, 11, 13, 32, 113.
27. ↑  Veal, 2016, p. 11.
28. ↑  Veal, 2016, p. 16—17, 19, 226.
29. ↑  Veal, 2016, p. 382.
30. ↑  Veal, 2016, p. 144.
31. ↑  Veal, 2016, p. 146.
32. ↑  Veal, 2016, p. 238, 245.
33. ↑  Veal, 2016, p. 300.
34. ↑  Veal, 2016, p. 305—309, 327—334, 375.
35. ↑  Veal, 2016, p. 15.
36. ↑  Veal, 2016, p. 27, 150.
37. ↑  Veal, 2016, p. 29.
38. ↑  Veal, 2016, p. 60, 267.
39. ↑  Veal, 2016, p. 403.